# Belaugh
Belaugh is een civil parish in het bestuurlijke gebied Broadland, in het Engelse graafschap Norfolk met 134 inwoners.